# Kornidzor
Kornidzor – wieś w Armenii, w prowincji Sjunik. W 2011 roku liczyła 1100 mieszkańców.